# Comuna de Andrespol
Andrespol (polaco: Gmina Andrespol) é uma gminy (comuna) na Polónia, na voivodia de Lodz e no condado de Łódzki wschodni.
De acordo com os censos de 2004, a comuna tem 11 477 habitantes, com uma densidade 482,8 hab/km².

## Área
Estende-se por uma área de 23,77 km², incluindo:
- área agricola: 38%
- área florestal: 25%

## Demografia
Dados de 30 de Junho 2004:
|                      | Total   | Total | Mulheres | Mulheres | Homens  | Homens |
| -------------------- | ------- | ----- | -------- | -------- | ------- | ------ |
|                      | pessoas | %     | pessoas  | %        | pessoas | %      |
| População            | 11 477  | 100   | 5991     | 52,2     | 5486    | 47,8   |
| Densidade (pop./km²) | 482,8   | 100   | 252      | 252      | 230,8   | 230,8  |

De acordo com dados de 2005, o rendimento médio per capita ascendia a 1417,45 zł.

## Subdivisões
- Andrespol, Bedoń Przykościelny, Bedoń-Wieś, Janówka, Justynów, Kraszew, Nowy Bedoń, Stróża, Wiśniowa Góra.

## Comunas vizinhas
- Brójce, Brzeziny, Koluszki, Łódź, Nowosolna,